# Triumph des Geistes
Triumph des Geistes ist ein US-amerikanischer Spielfilm aus dem Jahr 1989. Regie führte Robert M. Young.

## Handlung
Der Film erzählt die auf Fakten basierende Geschichte des griechischen Olympia-Boxers Salamo Arouch (Willem Dafoe). Mit seiner Familie wird er ins KZ Auschwitz deportiert und dort gezwungen, zur Belustigung des Lagerpersonals zu boxen. Solange er gewinnt, darf er weiterleben, verliert er, droht ihm und seinen Angehörigen der Tod. Arouch boxt und gewinnt, seine Boxgegner werden umgebracht. Als einziger aus seiner Familie überlebt er den Holocaust und erlebt die Ankunft der sowjetischen Truppen im Lager.

## Hintergrund
- Der Film wurde teilweise im Umfeld des ehemaligen KZs Auschwitz-Birkenau gedreht.[1]

## Kritiken
„Die am Originalschauplatz entstandenen Bilder und wohlakzentuierte schauspielerische Leistungen verleihen dem Film jene Ernsthaftigkeit und Glaubwürdigkeit, mit der er die perfide Tötungsmaschinerie der Nazis thematisiert. Leider beeinträchtigt die stark manipulativ eingesetzte Musik diese Wirkung, indem sie die Handlung ins Sentimentale zieht.“